# 케이틀린 메이어

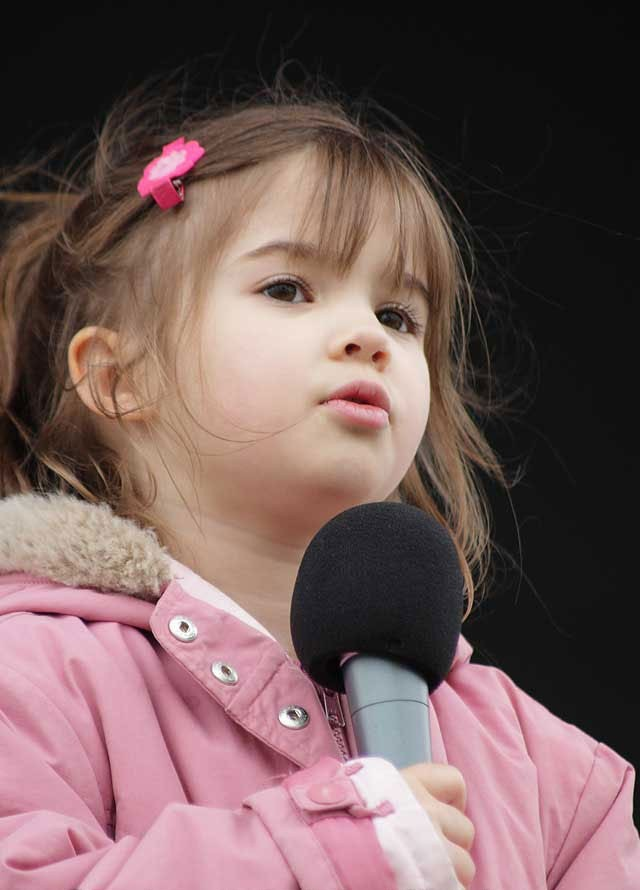
2009년 모습

케이틀린 메이어(Kaitlyn Maher, 본명: Kaitlyn Ashley Maher, 2004년 1월 10일 ~ )는 미국의 10대 가수이자 배우이다.
2008년에 4세일 당시 메이어는 아메리카스 갓 탤런트 시즌 3에 등장하여 오디션을 위해 Somewhere Out There 곡을 불렀다. AGT 시즌 3에서 톱 10에 도달하였다.

## 디스코그래피
- You Were Meant to Be (2009, Universal Music: 11 tracks)
- World Without You[1] (2020, Single)

## 영화
- 새미의 어드벤쳐 2
- 터키 (영화)